# Gregorio Carbonelli
Gregorio Carbonelli (Paola, 1561 – 5 settembre 1624) è stato un vescovo cattolico e teologo italiano.

## Biografia
Gregorio Carbonelli (o Gregorio da Paola) nacque nel 1561 ed entrò nell'Ordine dei Minimi.
Nel 1584 ebbe l'incarico di commissario della provincia di Tuscia. Nel 1587 venne eletto generale dell'ordine. Fu consigliere e segretario di stato del duca di Mantova Ferdinando Gonzaga dal 1607, anno di nomina a cardinale. Nel 1610 fu eletto abate della chiesa di Santa Barbara a Mantova. Nel 1611 fu nominato vescovo titolare di Diocesarea di Palestina.
Col suo aiutante di camera Alessandro Ferreri il 19 febbraio 1616 presiedette al matrimonio segreto nella cappella di corte tra Ferdinando Gonzaga e Camilla Faà di Bruno, matrimonio che venne poi dichiarato nullo.
Rassegnò le dimissioni di abate di Santa Barbara nel 1623.
Morì il 5 settembre 1624.
Nel 2007, durante alcuni lavori nella Basilica di Santa Barbara a Mantova, dietro una lapide a lui intestata, si scoprirono i resti mortali di alcuni componenti della famiglia Gonzaga.

## Genealogia episcopale
La genealogia episcopale è:
- Cardinale Guillaume d'Estouteville, O.S.B.Clun.
- Papa Sisto IV
- Papa Giulio II
- Cardinale Raffaele Sansone Riario
- Papa Leone X
- Papa Clemente VII
- Cardinale Antonio Sanseverino, O.S.Io.Hieros.
- Cardinale Giovanni Michele Saraceni
- Papa Pio V
- Cardinale Innico d'Avalos d'Aragona, O.S.Iacobi
- Cardinale Scipione Gonzaga
- Patriarca Fabio Biondi
- Cardinale Michelangelo Tonti
- Vescovo Gregorio Carbonelli, O.M.